# Власик, Николай Сидорович
Никола́й Си́дорович Вла́сик (бел. Мікалай Сідаравіч Уласік; 22 мая 1896, Бабиничи, Слонимский уезд, Гродненская губерния, Российская империя — 18 июня 1967, Москва, РСФСР, СССР) — сотрудник органов государственной безопасности СССР. Начальник охраны И. В. Сталина (1931—1952). Генерал-лейтенант (1945). Лишён звания и наград (1953). Восстановлен в звании (2000), награды возвращены дочери (2001).

## Биография
Родился в крестьянской семье. Окончил три класса сельской церковно-приходской школы. В 13 лет уже начал заниматься трудовой деятельностью: чернорабочий у помещика, землекоп на железной дороге, чернорабочий на бумажной фабрике в Екатеринославе.

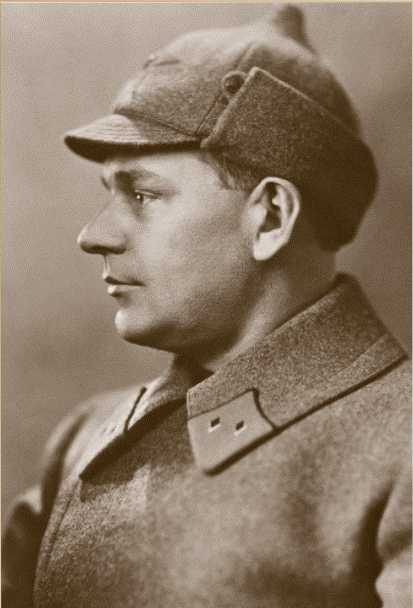
Н. С. Власик, 1920-е годы

В марте 1915 года был призван на военную службу. Служил в 167-м Острожском пехотном полку, в 251-м запасном пехотном полку. За храбрость в боях Первой мировой получил Георгиевский крест. В дни Октябрьской революции, будучи в звании унтер-офицера, вместе со взводом перешёл на сторону Советской власти.
В ноябре 1917 года он поступил на службу в московскую милицию. С февраля 1918 года — в Красной Армии, участник боёв на Южном фронте под Царицыном, был помощником командира роты в 38-м рабочем Рогожско-Симоновском пехотном полку.
Член РКП(б) с 1918 года.
В сентябре 1919 года переведён в органы ВЧК, работал под непосредственным руководством Дзержинского в центральном аппарате, был работником особого отдела, старшим уполномоченным активного отделения оперативной части. С мая 1926 года стал старшим уполномоченным Оперативного отделения ОГПУ, с января 1930 года — помощник начальника отделения там же.

### Начальник охраны Сталина
В 1927 году был совершён террористический акт: неизвестный бросил бомбу в здание комендатуры на Лубянке. Это послужило толчком к созданию структуры, ответственной за безопасность Кремля и первых лиц страны.
В 1927 году возглавил спецохрану Кремля и стал фактическим начальником охраны Сталина. При этом официальное наименование его должности неоднократно изменялось в связи с постоянными реорганизациями и переподчинениями в органах безопасности. С середины 1930-х годов — начальник отделения 1-го отдела (охрана высших должностных лиц) Главного управления государственной безопасности НКВД СССР, с ноября 1938 года — начальник 1-го отдела там же. В феврале—июле 1941 года этот отдел находился в составе Народного комиссариата государственной безопасности СССР, затем был возвращён в НКВД СССР. С ноября 1942 года (после неудавшегося 6 ноября на Красной площади Москвы нападения Савелия Дмитриева на автомобиль Анастаса Микояна) — первый заместитель начальника 1-го отдела НКВД СССР, начальник, первый заместитель начальника 6-го Управления НКГБ СССР (1943—1946), начальник Управления охраны № 2 МГБ СССР (апрель — декабрь 1946), начальник Главного управления охраны МГБ СССР (декабрь 1946 — апрель 1952).
Власик долгие годы был личным телохранителем Сталина и дольше всех продержался на этом посту. Придя в его личную охрану в 1931 году, он не только стал её начальником, но и перенял многие бытовые проблемы семьи Сталина, членом которой был по существу. После смерти жены Сталина Н. С. Аллилуевой он был также воспитателем детей, практически выполнял функции мажордома.

Он [Н. С. Власик] просто мешал Берии добраться до Сталина, потому что отец бы не дал ему умереть. Он не стал бы ждать сутки за дверями, как те охранники 1 марта 1953 года, когда Сталин «проснётся»…

Власик крайне негативно оценивается Светланой Аллилуевой в книге «Двадцать писем к другу» и положительно — приёмным сыном Сталина А. Ф. Сергеевым, который считает, что роль и вклад Власика ещё не оценены до конца.

Основной обязанностью его было обеспечение безопасности Сталина. Труд этот был нечеловеческий. Всегда ответственность головой, всегда жизнь на острие. Он прекрасно знал и друзей, и недругов Сталина. И знал, что его жизнь и жизнь Сталина очень тесно связаны между собой, и неслучайно, когда месяца за полтора-два до смерти Сталина вдруг его арестовали, он сказал: «Меня арестовали, значит, скоро не будет Сталина». И, действительно, после этого ареста Сталин прожил немного.
Что у Власика вообще была за работа? Это была работа день и ночь, не было 6-8-часового рабочего дня. У него вся жизнь была работа, и он жил около Сталина. Рядом с комнатой Сталина была комната Власика…

Он понимал, что живёт для Сталина, чтобы обеспечить работу Сталина, а значит, и советского государства. Власик и Поскрёбышев были как две подпорки для той колоссальной деятельности, не оценённой ещё до конца, которую вёл Сталин, а они остались в тени. И с Поскрёбышевым поступили плохо, ещё хуже — с Власиком.— Артём Сергеев. «Беседы о Сталине».
В 1947 году избран депутатом Московского городского совета депутатов трудящихся 2-го созыва.
В мае 1952 года был снят с должности начальника охраны Сталина и направлен в уральский город Асбест заместителем начальника Баженовского исправительно-трудового лагеря МВД СССР. Новым начальником охраны Сталина был назначен полковник Н. П. Новик.

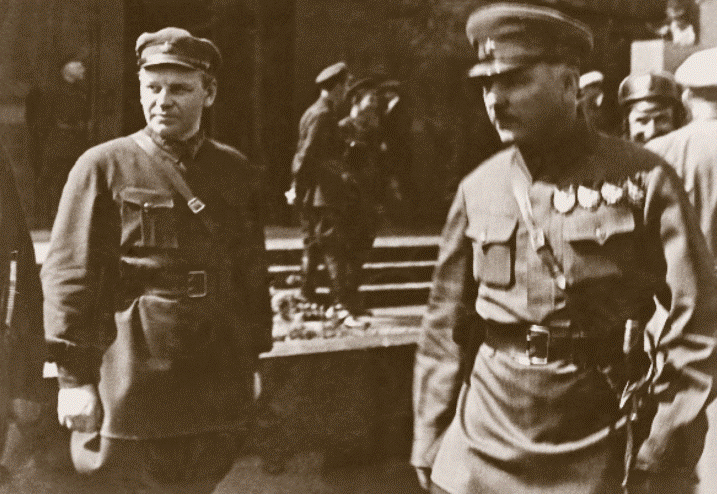
Н. С. Власик (слева) и К. Е. Ворошилов возле мавзолея В. И. Ленина. Конец 1920-х — начало 1930 годов
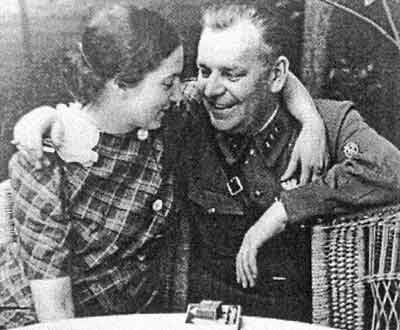
Н. С. Власик с женой Марией Семёновной, 1930-е годы
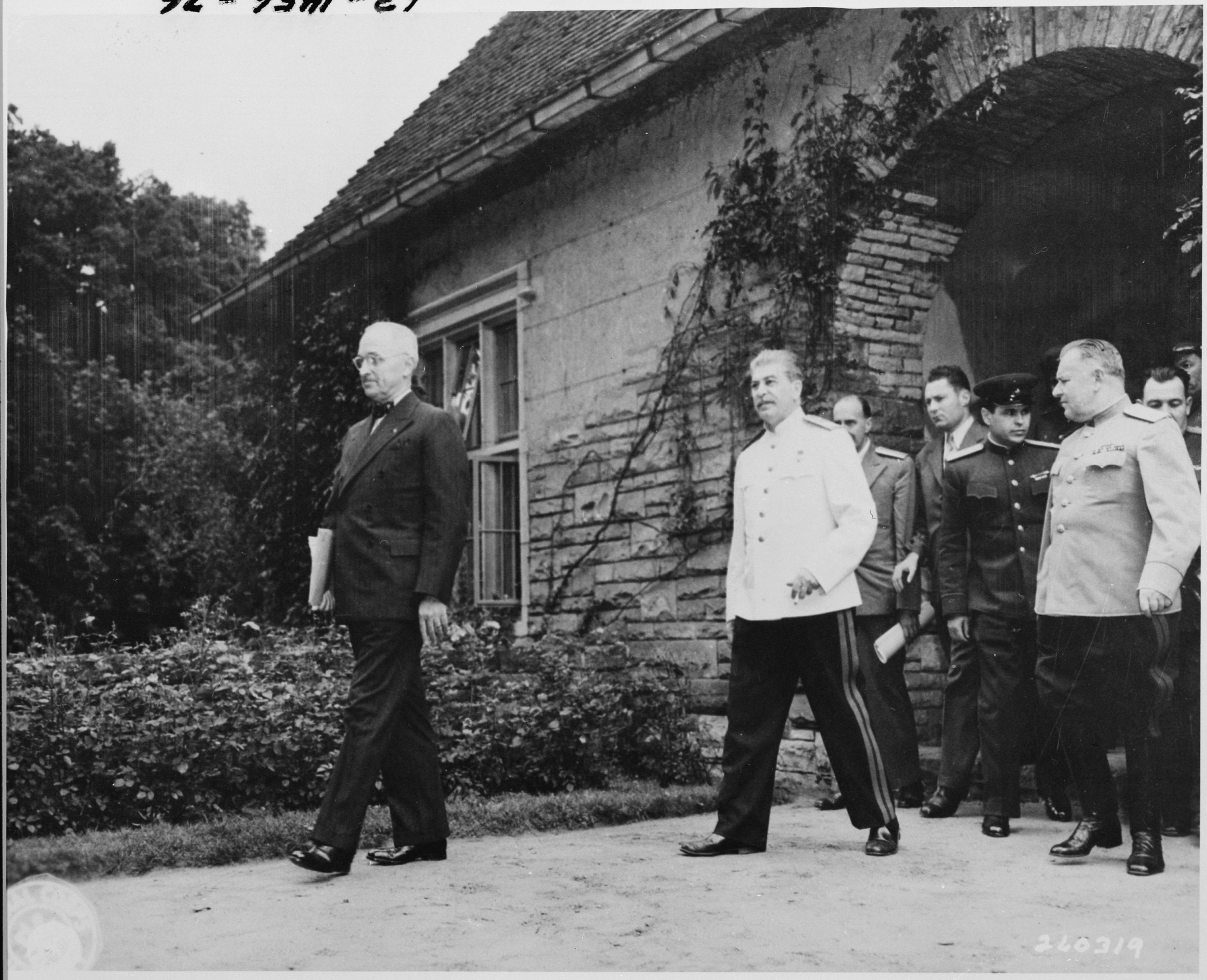
Н. С. Власик (крайний справа) сопровождает И. В. Сталина на Потсдамской конференции, 1 августа 1945 года
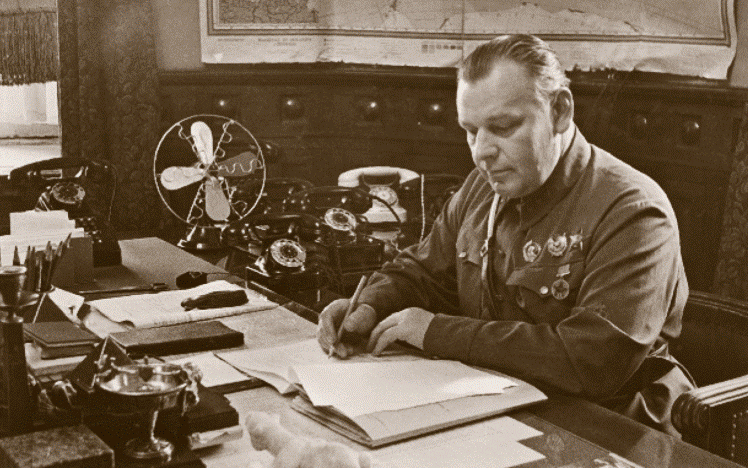
Н. С. Власик в рабочем кабинете. Начало 1940-х годов

### Арест, суд, ссылка
В начале декабря 1952 года был арестован по делу врачей (а 16 декабря и исключён из партии), поскольку «обеспечивал лечением членов правительства и отвечал за благонадёжность профессуры».

До 12 марта 1953 г. Власик допрашивался почти ежедневно. Следствие по делу Власика велось по двум направлениям: разглашение секретных сведений и расхищение материальных ценностей… После ареста Власика у него на квартире было обнаружено несколько десятков документов с грифом «секретно»… Будучи в Потсдаме, куда он сопровождал правительственную делегацию СССР, Власик занимался барахольством…

17 января 1953 года Военная коллегия Верховного Суда СССР признала его виновным в злоупотреблении служебным положением при особо отягчающих обстоятельствах, приговорив по ст. 193-17 п. «б» УК РСФСР (злоупотребление властью, при наличии особо отягчающих обстоятельств) к 10 годам ссылки, лишению генеральского звания и государственных наград.
По амнистии 27 марта 1953 года срок Власику был сокращён до пяти лет, без поражения в правах. Направлен для отбывания ссылки в Красноярск.
Постановлением Президиума Верховного Совета СССР от 15 декабря 1956 года Власик был помилован со снятием судимости, но в воинском звании и наградах восстановлен не был.
В своих воспоминаниях Власик писал:

Я был жестоко обижен Сталиным. За 25 лет безупречной работы, не имея ни одного взыскания, а только одни поощрения и награды, я был исключён из партии и брошен в тюрьму. За мою беспредельную преданность он отдал меня в руки врагов. Но никогда, ни одной минуты, в каком бы состоянии я ни находился, каким бы издевательствам я ни подвергался, находясь в тюрьме, я не имел в своей душе зла на Сталина.

### Последние годы
Жил в Москве. Скончался 18 июня 1967 года в Москве от рака лёгких. Похоронен на Новом Донском кладбище. 28 июня 2000 года постановлением Президиума Верховного Суда Российской Федерации приговор 1956 года в отношении Власика отменён и уголовное дело прекращено «за отсутствием состава преступления».
В октябре 2001 года дочери генерал-лейтенанта Власика были возвращены награды, конфискованные по приговору суда.

## Награды
- знак Георгиевский крест 4-й степени[12]
- Три ордена Ленина (26.04.1940, 21.02.1945[13], 16.09.1945)
- Четыре ордена Красного Знамени[14] (28.08.1937, 20.09.1943, 03.11.1944[13], 20.07.1949[13])
- Орден Кутузова I-й степени (24.02.1945)
- Орден Красной Звезды (14 мая 1936) — «за организацию и проведение образцового порядка в день первомайского парада и демонстрации»[15]
- Медаль «XX лет РККА» (22.02.1938)
- Медаль «За оборону Москвы»
- Медаль «За победу над Германией в Великой Отечественной войне 1941—1945 гг.»
- Два знака Почётный работник ВЧК-ГПУ (20.12.1932, 16.12.1935)

## Специальные и воинское звания
- Майор госбезопасности (11.12.1935)
- Старший майор госбезопасности (26.04.1938)
- Комиссар госбезопасности 3-го ранга (28.12.1938)
- Генерал-лейтенант (12.07.1945)

## Личная жизнь
Жена — Мария Семёновна Власик (1908—1996).
Приёмная дочь — племянница Надежда Николаевна Власик-Михайлова (1935 — не позднее 2017), работала художественным редактором и художником-графиком в издательстве «Наука».
Николай Власик увлекался фотографией. Ему принадлежит авторство многих уникальных фотографий Иосифа Сталина, членов его семьи и ближайшего окружения.

## Киновоплощения
- 1983 — Красный монарх «Red Monarch» (Англия) (в роли Глинн Эдвардс).
- 1991 — Ближний круг (в роли Олег Табаков).
- 2005 — В круге первом (в роли Дмитрий Титов)
- 2006 — Сталин. Live (в роли Юрий Гамаюнов).
- 2009 — Приказано уничтожить! Операция: «Китайская шкатулка» (в роли Михаил Самохвалов).
- 2011 — Ялта-45 (в роли Борис Каморзин).
- 2013 — Сын отца народов (в роли Юрий Лахин).
- 2013 — Убить Сталина (в роли Владимир Юматов).
- 2015 — Власик. Тень Сталина (в роли Константин Милованов).
- 2021 — Мария. Спасти Москву (в роли Станислав Селиванов).
- 2022 — Первый Оскар (в роли Станислав Стрелков).